# 招遠県 (長治市)
招遠県（しょうえん-けん）は、中華人民共和国山西省にかつて存在した県。現在の長治市沁源県西部に相当する。
619年（武徳2年）、唐朝により設置され、翌年に廃止された。